# Elin Håkansson
Elin Håkansson, egentligen Kerstin Persdotter, född cirka 1627, död år 1702 i Kopparmåla, Kyrkhults socken, Blekinge, var en utövare av folkmedicin, en så kallad klok gumma. Hon har varit föremål för mytbildning och det har berättats en hel del historier om henne, varav flera varit osanna. Hon var känd som "Kloka gumman i Kopparmåla" och som "Elin i Kopparmåla".

## Biografi
Elin Håkansson var troligen samma person som Kerstin Persdotter. Hon var gift med en man vid namn Håkansson. Kerstin Persdotter var verksam som klok gumma i Östergötland. 
År 1696 påbörjade Göta hovrätt en rannsakning av henne, och året efter ställdes hon inför rätta åtalad för trolldom, vid tinget i Sevede härad. Hon var enligt protokollet vid denna tid 70 år gammal. Hon uppgav att hon brukade anlitas av allmänheten i många orter för alla former av sjukdomar hos människor och djur, vid fallandesjuka och även vid förlossningar som jordegumma. Hon förnekade att hon någonsin hade använt sig av signerier eller svartkonster. 
Inför rätten riktade hon sig till hela tinget och frågade om hon hade förorsakat någon skada, och hela tinget vittnade då till hennes fördel. Hon uppgavs använda sig av naturliga läkekonster, som ett slags plåster eller salva mot sår. Många vittnade till hennes fördel och intygade att hon var en framgångsrik botare, bland andra kyrkoherde Sven Melander i Vena och komministern Sven Hvenman. 
Kerstin Persdotter friades från trolldomsanklagelserna av Göta hovrätt 1698. Året därpå bötfälldes drängen Thes Thesson i Lidhult för att ha försökt anlita Kerstin Persdotter att förtrolla en kvinna till att bli förälskad i honom.

## Eftermäle
Elin Håkansson, eller hennes man, fick gården Kopparmåla i gåva av Karl XII kort efter dennes fars död år 1697, därav hennes tillnamn som "Kloka gumman i Kopparmåla" och "Elin i Kopparmåla". Elin ska ha haft förmågan att fjärrskåda och se hemligheter och försvunna föremål. Hon ska enligt myten ha anlitats av Karl XI, som litade på hennes förmåga och tog råd av henne. En av myterna kring henne var att hon ska ha fått en dotter med Karl XI.